# Jeanne Hébuterne
Jeanne Hébuterne (Meaux, 6 aprile 1898 – Parigi, 26 gennaio 1920) è stata una pittrice francese.
È nota principalmente come la compagna del pittore italiano Amedeo Modigliani e per le circostanze della sua morte: si suicidò, all'ottavo mese di gravidanza, due giorni dopo la morte del compagno.

## Biografia
Nata a Meaux il 6 aprile 1898 da Achille Casimir Hébuterne (1867-1925), capo contabile di una profumeria presso i grandi magazzini Bon Marché, e da Eudoxie Anaïs Tellier (1869-1932), casalinga intellettuale e creativa, visse a Parigi nel V arrondissement, a Rue Amyot n. 8 bis. Cresciuta in una famiglia cattolica, era molto legata al fratello maggiore André (1894-1992), futuro paesaggista che la introdusse all'interno della comunità artistica di Montparnasse. Con l'avvento della Grande Guerra, tuttavia, André fu costretto a partire per il fronte, un'assenza che segnò la giovane. Le opere di quegli anni alternano, infatti, paesaggi bretoni - ove spesso Jeanne si recava con la famiglia - a illustrazioni a sfondo tragico, primi indizi di un'anima naturalmente predisposta al pessimismo. Poco prima della sua conoscenza con Modigliani, Jeanne fu per breve tempo modella di Tsuguharu Foujita, che la definì vicieuse et sensuelle. La perfezione del suo viso, oltre ai bellissimi e lunghi capelli castano chiaro, le valsero il soprannome di noix de coco (noce di cocco).
Desiderosa di una carriera nelle arti, si iscrisse all'Académie Colarossi dove, il 30 dicembre 1916, conobbe Amedeo Modigliani, divenendone anche principale soggetto artistico. Nel luglio del 1917 i due andarono a convivere presso Rue de la Grande Chaumière, a due passi dall'accademia frequentata da Jeanne, la quale tenne la famiglia all'oscuro di tutto fino al marzo dell'anno seguente, a causa di una ormai evidente gravidanza.

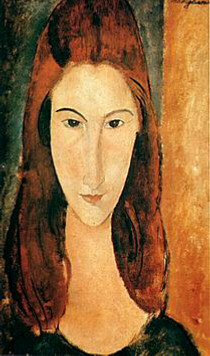
Jeanne Hébuterne dipinta da Modigliani

Nell'estate del 1918, a causa delle precarie condizioni di salute di Modigliani affetto dalla tisi, la coppia si trasferì a Nizza dove il 29 novembre nacque la loro figlia Jeanne. La permanenza in Costa Azzurra durò però poco più di un anno e l'estate successiva, nonostante la salute di Modigliani si facesse sempre più precaria, i due tornarono nuovamente a Parigi.
Il 24 gennaio 1920 Amedeo Modigliani morì e Jeanne Hébuterne venne condotta dagli Zborowski in una camera d'albergo decisamente più calda e accogliente dell'appartamento diviso col compagno, perché vi passasse la notte. L'indomani la cameriera vi scoprì un rasoio, sotto il guanciale. Jeanne venne quindi trascinata nella casa paterna dai propri familiari ma, intorno alle 4 del mattino del 26 gennaio, la giovane donna, all'ottavo mese di gravidanza, si lanciò dalla finestra dell'appartamento al quinto piano, morendo sul colpo insieme al bambino da lei portato in grembo, che si rivelò essere un maschio. Suo fratello, che la sorvegliava, si era assopito.

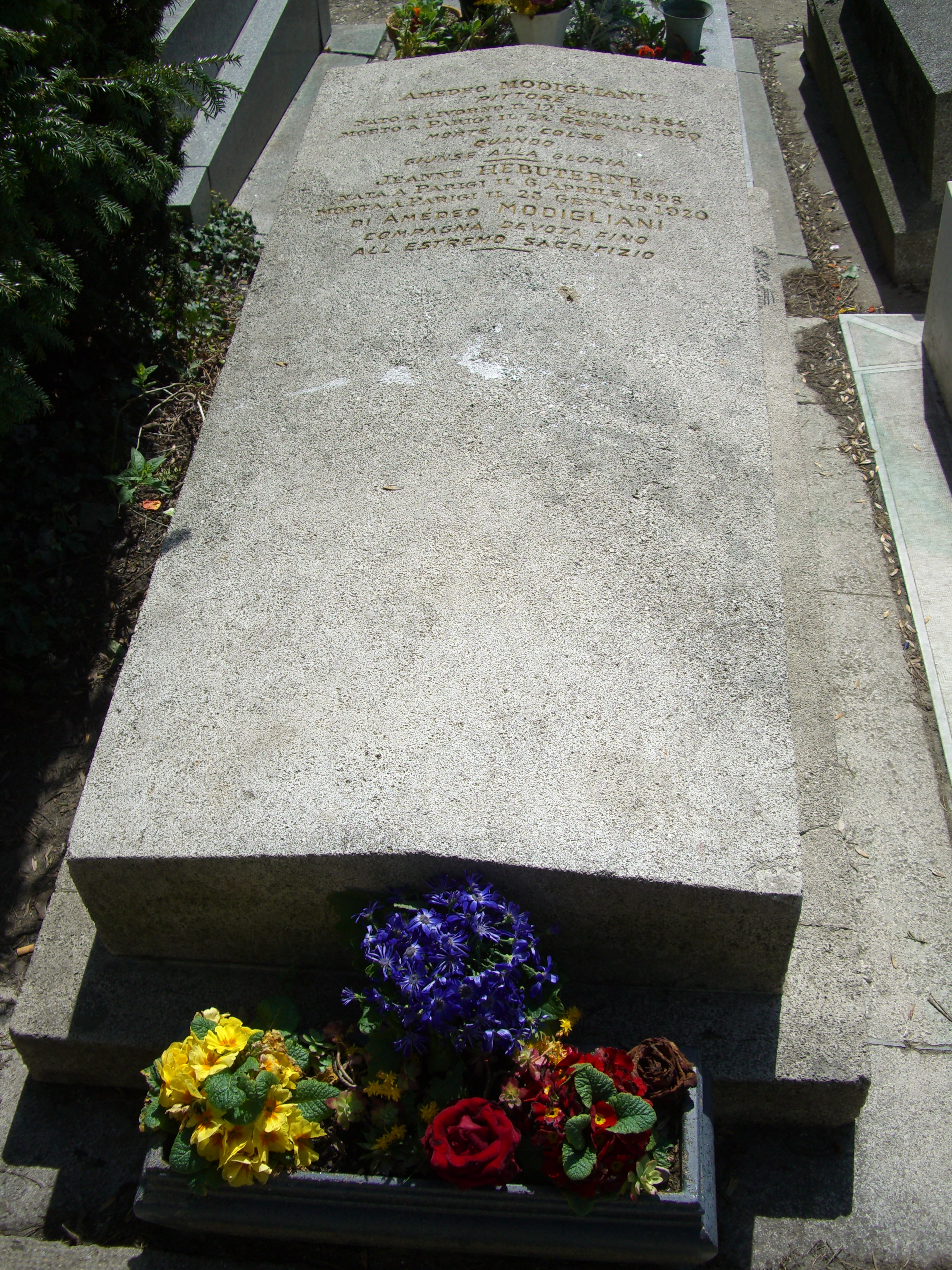
Tomba di Amedeo Modigliani e Jeanne. Con loro riposano anche i resti del loro bambino non nato.

I familiari di Jeanne, che disapprovavano la sua relazione con Modigliani, la tumularono nel cimitero parigino di Bagneux, ma nel 1930 ne permisero il trasferimento al cimitero di Père-Lachaise affinché venisse seppellita nella stessa tomba dell'amato. Il suo epitaffio recita in italiano: Compagna devota fino all'estremo sacrifizio.

## Omaggi
Negli anni novanta, la cantante francese Véronique Pestel le rese omaggio in una canzone a lei intitolata.
Jeanne è inoltre coprotagonista del film del 2004 I colori dell'anima, dove è interpretata dall'attrice Elsa Zylberstein.
Il cantautore Vinicio Capossela ha scritto una canzone intitolata Modì, contenuta nell'omonimo album, in cui racconta, dal punto di vista di Jeanne, la storia d'amore che lei ebbe con Modigliani.
Nel 2016 viene pubblicato Di schiena di Anna Burgio (Edizioni Città del Sole), romanzo che descrive la vita e l'amore disperato di Jeanne per Amedeo.
Lo scrittore Luca Ricci, in un omaggio alla narrativa breve di Maupassant, la rende protagonista del romanzo Gli autunnali (La nave di Teseo, 2018).
Il romanzo Non dipingerai i miei occhi di Grazia Pulvirenti (Mimesis, 2020), restituisce a Jeanne la sua voce, traendola fuori dal cono d‘ombra in cui l'hanno relegata le biografie dell'illustre compagno. Scopriamo in queste pagine, in cui i dipinti diventano dispositivo narrativo, un'artista lungimirante e tormentata, una donna forte e decisa che insegue il suo sogno d‘arte e bellezza.
Per la canzone Dancing Barefoot, la poetessa e cantante statunitense Patti Smith dice di essersi ispirata alla tragica storia d'amore tra Modigliani e Jeanne Hébuterne.

### Galleria d'immagini

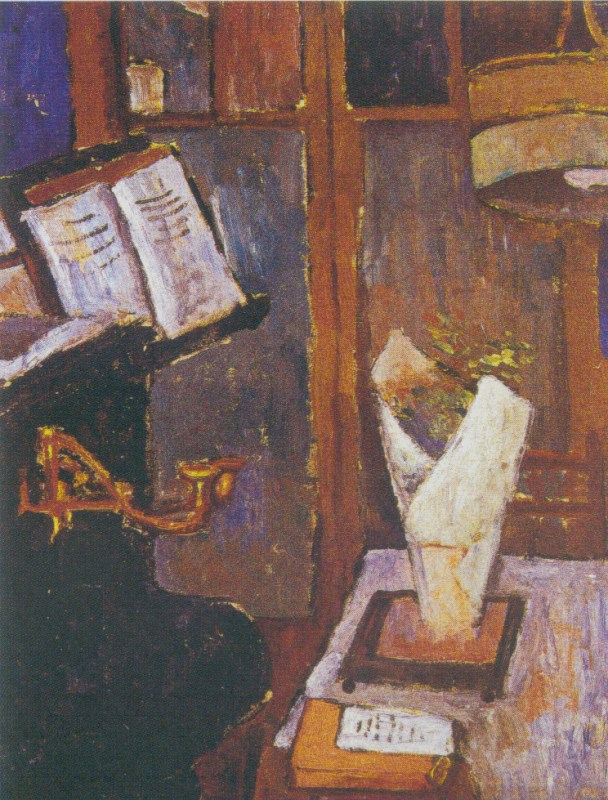
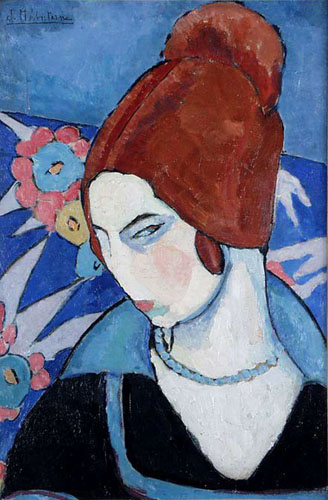
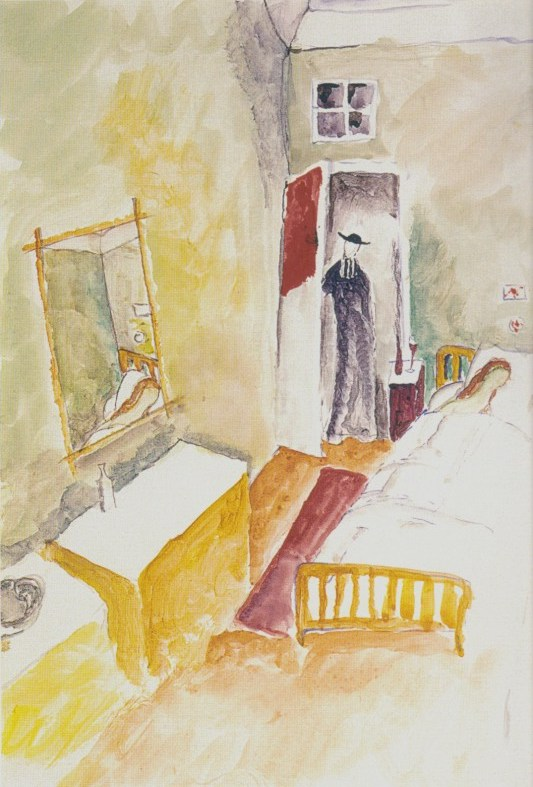
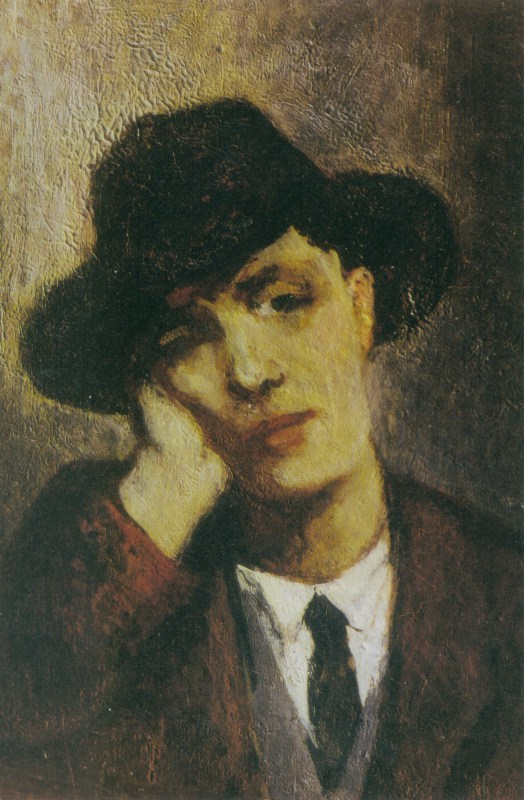

## Opere (elenco parziale)
- Autoritratto
- Autoritratto
- Autoritratto
- Ritratto di Chaïm Soutine
- Autoritratto
- Adamo ed Eva
- Cortile d'atelier
- Donna con cloche
- Morte
- La suicida